# Bashir Gemayel
Bashir Gemayel (utt. Djemmaiel), född 10 november 1947 i Beirut, död 14 september 1982 i Beirut, var en libanesisk politiker. Gemayel var ledare för den politiska grenen Falangistpartiet (Kataeb) i Libanon, samt milisen Forces Libanaises (FL) under kriget i landet. 1982 valdes han till president i ett kontroversiellt val som delvis bojkottades, men dog i ett attentat innan han hann tillträda posten.

## Biografi
Bashir Gemayel var son till Pierre Gemayel, falangistpartiets grundare. Efter juridikstudier i Beirut och Texas gjorde Bashir Gemayel snabbt karriär i faderns parti. 1975 blev han ledare för partiets väpnade gren som var en av de största miliserna under inbördeskriget i Libanon, det s.k Forces Libanaises (FL).
Bashir Gemayel var populär hos Israel och pro-sionister eftersom han samarbetade med dem och sågs som en motvikt till PLO. Denna inställning sågs av många motståndare (t.ex hos progressiva sekulära pan-arabiska rörelsen i området) som förrädiskt mot Libanon och de allierade palestinierna. Detta då Israel länge haft fientliga konflikter med landet och var en av den progressiva pan-arabismens motståndare. Efter att den israeliska ambassadören i London utsatts för mordförsök 1982, anklagade de PLO för dådet, trots att det snart stod klart att den PLO-fientliga Abu Nidal-organisationen låg bakom. Israel invaderade Libanon den 6 juni, varpå strider utbröt mot palestinierna i området. Gemayel accepterade Israels attack, eftersom han ville få bort det inflytande som Syrien och PLO utövade över Libanon på grund av det pågående libanesiska inbördeskriget där (1975-1990).
Han valdes till Libanons president av Nationalförsamlingen den 23 augusti samma år efter starka påtryckningar från den israeliska ockupationsmakten. De flesta muslimska ledamöter bojkottade valet. Nio dagar innan han skulle tillträda som president, dödades han tillsammans med 25 andra människor i ett bombattentat mot partihögkvarteret. Palestinska och muslimska ledare förnekade all inblandning. Nästa dag, den 15 september, ockuperade Israel västra Beirut och den 16-17 september utförde falangister en massaker i de palestinska flyktinglägren Sabra och Shatila som vedergällning för mordet på Gemayel. Habib Shartouni, medlem i det prosyriska sekulära Syriska socialnationalistiska partiet, erkände sig skyldig till mordet på Gemayel.
Bashir Gemayels bror, Amine Gemayel, valdes till president av Nationalförsamlingen den 21 september 1982.
Han var gift med Solange Gemayel, och de fick två döttrar och en son. Den förstfödda dottern Maya dödades 1980, 18 månader gammal, av en bilbomb ämnad för fadern.